# MFK Kravaře
Městský fotbalový klub Kravaře je český] fotbalový klub z Kravař, který od sezóny 2022/23 hraje  Moravskoslezský Krajský přebor. Mezi největší úspěchy klubu patří nepřetržité 15leté působení v Divizi E mezi lety 1998–2013. Klub byl založen v roce 1923 pod názvem SK Kravař.

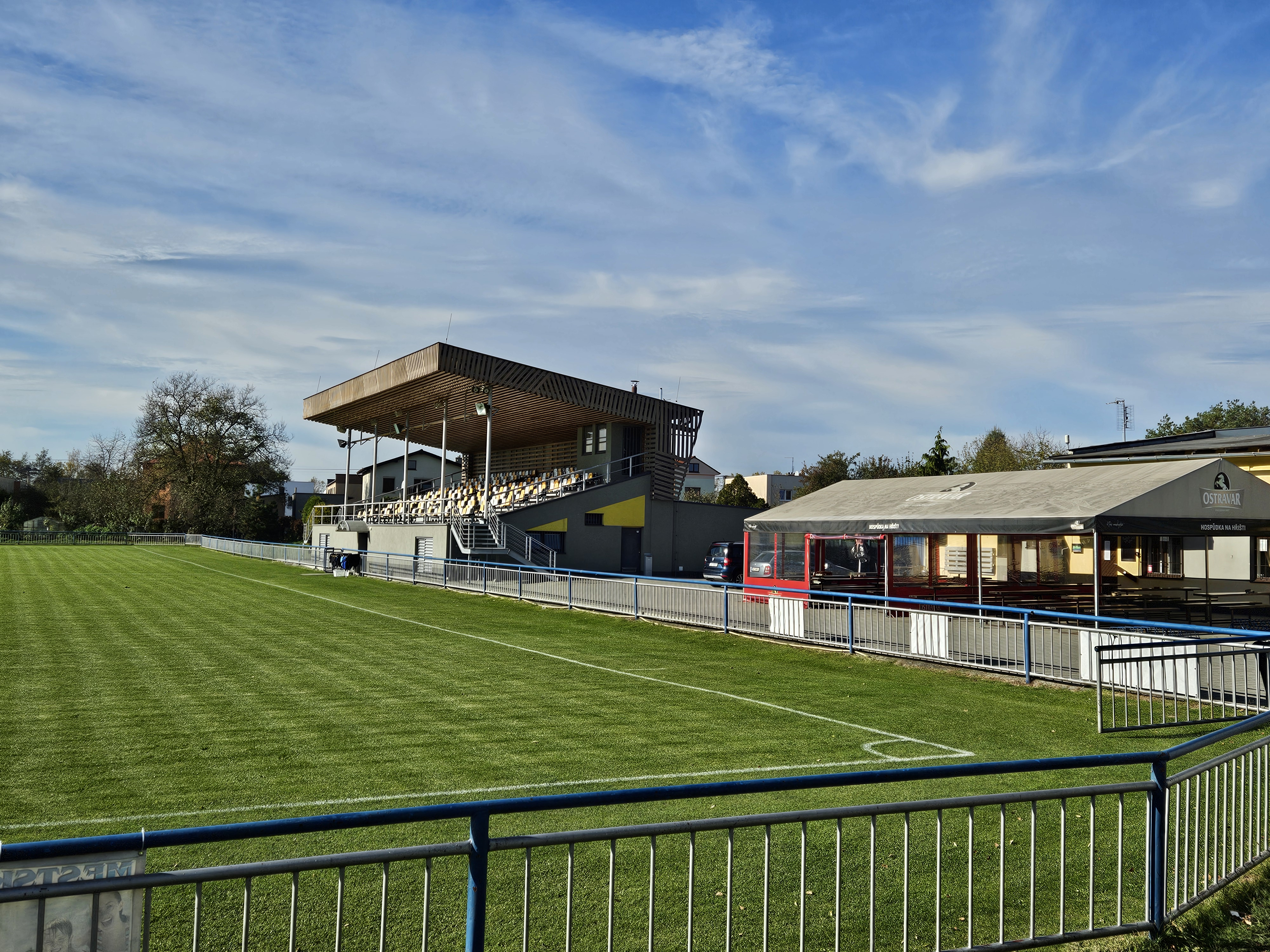
tribuna Kravaře

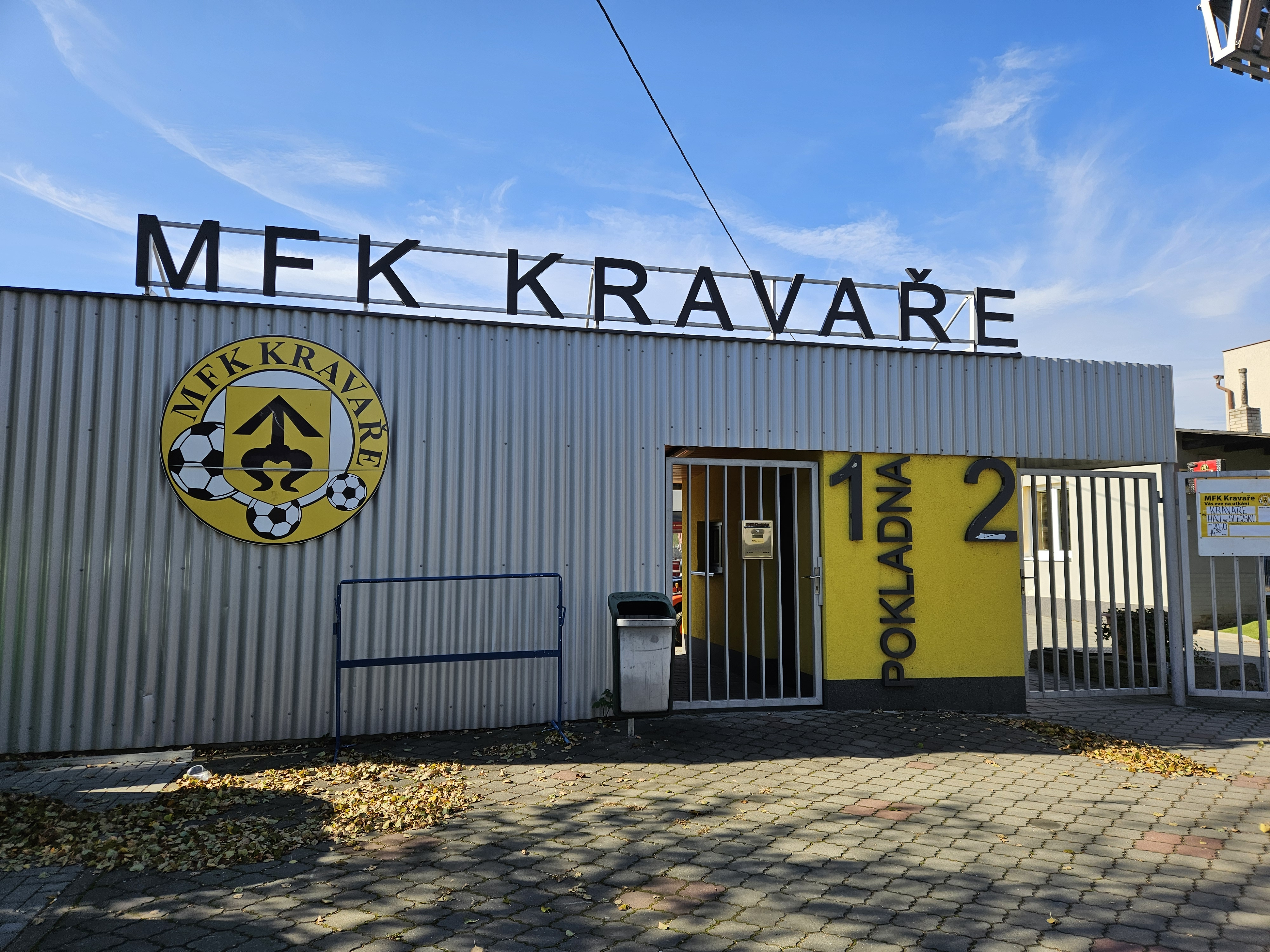
vstup na stadion Kravaře

V sezoně 2016/17 a na podzim 2017 zde působil Martin Hanus – historicky druhý nejlepší střelec MSFL se 103 brankami. Od léta 2023 zde hraje bývalý ligový útočník Milan Halaška.

## Historické názvy
Zdroj: 
- 1923 – SK Kravař (Sportovní klub Kravař)
- 1945 – SK Kravaře (Sportovní klub Kravaře)
- 1948 – Sokol Kravaře
- 1950 – Traktor Kravaře
- 1953 – TJ Sokol Kravaře (Tělovýchovná jednota Kravaře)
- 1994 – SK Kravaře (Sportovní klub Kravaře)
- 2014 – MFK Kravaře (Městský fotbalový klub Kravaře)

## Soupiska
Aktuální k datu: 6. července 2015
| Číslo |       | Pozice | Hráč             |
| ----- | ----- | ------ | ---------------- |
| 1     | Česko | B      | Lukáš Hudeček    |
| 21    | Česko | B      | Daniel Kurka     |
| 38    | Česko | B      | Petr Hladký      |
| 4     | Česko | O      | Ondřej Bitomský  |
| 15    | Česko | O      | David Švacha     |
| 17    | Česko | O      | Tomáš Buchta     |
| 18    | Česko | O      | Robin Thomas     |
| 19    | Česko | O      | Patrik Dřizgevič |
| 2     | Česko | Z      | Vojtěch Těžký    |
| 3     | Česko | Z      | René Kolig       |

| Číslo |       | Pozice | Hráč              |
| ----- | ----- | ------ | ----------------- |
| 4     | Česko | Z      | Matěj Žídek       |
| 7     | Česko | Z      | Martin Sabo       |
| 8     | Česko | Z      | Lukáš Kužel       |
| 9     | Česko | Z      | Daniel Peterek    |
| 10    | Česko | Z      | Tomáš Těžký       |
| 13    | Česko | Z      | Vojtěch Watzlawik |
| 14    | Česko | Z      | Radim Baranek     |
| 6     | Česko | Ú      | Jan Mrůzek        |
| 16    | Česko | Ú      | Emil Peterek      |
| 11    | Česko | Ú      | Michael Czerný    |

## Umístění v jednotlivých sezonách
Stručný přehled
- 1957–1958: I. A třída Severomoravského kraje
- 1958–1959: I. B třída Severomoravského kraje
- 1959–1664: I. A třída Severomoravského kraje
- 1964–1965: Severomoravský krajský přebor
- 1965–1966: Severomoravský oblastní přebor
- 1966–1969: I. A třída Severomoravské oblasti
- 1969–1972: I. A třída Severomoravské župy
- 1972–1983: I. B třída Severomoravského kraje – sk. ?
- 1983–1989: Krajská soutěž Opavska
- 1989–1991: I. B třída Severomoravského kraje – sk. ?
- 1991–1992: I. A třída Slezské župy – sk. A
- 1992–1994: I. B třída Slezské župy – sk. A
- 1994–1995: I. A třída Slezské župy – sk. A
- 1995–1998: Slezský župní přebor
- 1998–2013: Divize E
- 2013–2016: Přebor Moravskoslezského kraje
- 2016–2023: I. A třída Moravskoslezského kraje – sk. A
- 2023–: Přebor Moravskoslezského kraje

Jednotlivé ročníky
Legenda: Z – zápasy, V – výhry, R – remízy, P – porážky, VG – vstřelené góly, OG – obdržené góly, +/- – rozdíl skóre, B – body, červené podbarvení – sestup, zelené podbarvení – postup, fialové podbarvení – reorganizace, změna skupiny či soutěže
| Československo (1957 – 1993) |                                            |        |    |    |    |    |    |    |     |    |        |
| Sezóny                       | Liga                                       | Úroveň | Z  | V  | R  | P  | VG | OG | +/- | B  | Pozice |
| 1957/58                      | I. A třída Severomoravského kraje          | 4      | 33 | 7  | 9  | 17 | 48 | 76 | −28 | 23 | 11.    |
| 1958/59                      | I. B třída Severomoravského kraje          | 5      | …  | …  | …  | …  | …  | …  | …   | …  | 1.     |
| 1959/60                      | I. A třída Severomoravského kraje          | 4      | …  | …  | …  | …  | …  | …  | …   | …  | 12.    |
| 1960/61                      | I. A třída Severomoravského kraje          | 4      | …  | …  | …  | …  | …  | …  | …   | …  | 2.     |
| 1961/62                      | I. A třída Severomoravského kraje          | 4      | …  | …  | …  | …  | …  | …  | …   | …  | 5.     |
| 1962/63                      | I. A třída Severomoravského kraje          | 4      | …  | …  | …  | …  | …  | …  | …   | …  | 10.    |
| 1963/64                      | I. A třída Severomoravského kraje          | 4      | …  | …  | …  | …  | …  | …  | …   | …  | 3.     |
| 1964/65                      | Severomoravský krajský přebor              | 3      | 26 | 6  | 6  | 14 | 29 | 53 | −24 | 18 | 12.    |
| 1965/66                      | Severomoravský oblastní přebor             | 4      | …  | …  | …  | …  | …  | …  | …   | …  | 13.    |
| 1966/67                      | I. A třída Severomoravské oblasti          | 5      | …  | …  | …  | …  | …  | …  | …   | …  | 10.    |
| 1967/68                      | I. A třída Severomoravské oblasti          | 5      | …  | …  | …  | …  | …  | …  | …   | …  | 12.    |
| 1968/69                      | I. A třída Severomoravské oblasti          | 5      | …  | …  | …  | …  | …  | …  | …   | …  | 13.    |
| 1969/70                      | I. A třída Severomoravské župy             | 6      | …  | …  | …  | …  | …  | …  | …   | …  | 8.     |
| 1970/71                      | I. A třída Severomoravské župy             | 6      | …  | …  | …  | …  | …  | …  | …   | …  | 6.     |
| 1971/72                      | I. A třída Severomoravské župy             | 6      | …  | …  | …  | …  | …  | …  | …   | …  | 13.    |
| 1972/73                      | I. B třída Severomoravského kraje – sk. ?  | 7      | …  | …  | …  | …  | …  | …  | …   | …  | 7.     |
| 1973/74                      | I. B třída Severomoravského kraje – sk. ?  | 7      | …  | …  | …  | …  | …  | …  | …   | …  | 7.     |
| 1974/75                      | I. B třída Severomoravského kraje – sk. ?  | 7      | …  | …  | …  | …  | …  | …  | …   | …  | 3.     |
| 1975/76                      | I. B třída Severomoravského kraje – sk. ?  | 7      | …  | …  | …  | …  | …  | …  | …   | …  | 3.     |
| 1976/77                      | I. B třída Severomoravského kraje – sk. ?  | 7      | …  | …  | …  | …  | …  | …  | …   | …  | 9.     |
| 1977/78                      | I. B třída Severomoravského kraje – sk. ?  | 6      | …  | …  | …  | …  | …  | …  | …   | …  | 5.     |
| 1978/79                      | I. B třída Severomoravského kraje – sk. ?  | 6      | …  | …  | …  | …  | …  | …  | …   | …  | 1.     |
| 1979/80                      | I. A třída Severomoravského kraje – sk. ?  | 5      | …  | …  | …  | …  | …  | …  | …   | …  | 14.    |
| 1980/81                      | I. B třída Severomoravského kraje – sk. ?  | 6      | 26 | 9  | 4  | 13 | 31 | 37 | −6  | 22 | 12.    |
| 1981/82                      | I. B třída Severomoravského kraje – sk. ?  | 7      | 26 | 14 | 5  | 7  | 33 | 27 | +6  | 33 | 3.     |
| 1982/83                      | I. B třída Severomoravského kraje – sk. ?  | 7      | …  | …  | …  | …  | …  | …  | …   | …  | 9.     |
| 1983/84                      | Krajská soutěž Opavska                     | 7      | …  | …  | …  | …  | …  | …  | …   | …  | 9.     |
| 1984/85                      | Krajská soutěž Opavska                     | 7      | …  | …  | …  | …  | …  | …  | …   | …  | 5.     |
| 1985/86                      | Krajská soutěž Opavska                     | 7      | …  | …  | …  | …  | …  | …  | …   | …  | 5.     |
| 1986/87                      | Krajská soutěž Opavska                     | 7      | …  | …  | …  | …  | …  | …  | …   | …  | 10.    |
| 1987/88                      | Krajská soutěž Opavska                     | 7      | …  | …  | …  | …  | …  | …  | …   | …  | 8.     |
| 1988/89                      | Krajská soutěž Opavska                     | 7      | …  | …  | …  | …  | …  | …  | …   | …  | 7.     |
| 1989/90                      | I. B třída Severomoravského kraje – sk. ?  | 7      | …  | …  | …  | …  | …  | …  | …   | …  | 9.     |
| 1990/91                      | I. B třída Severomoravského kraje – sk. ?  | 7      | …  | …  | …  | …  | …  | …  | …   | …  | 4.     |
| 1991/92                      | I. A třída Slezské župy – sk. A            | 6      | 26 | 4  | 5  | 17 | 20 | 48 | −28 | 13 | 14.    |
| 1992/93                      | I. B třída Slezské župy – sk. A            | 7      | 26 | 5  | 13 | 8  | 30 | 34 | −4  | 23 | 9.     |
| Česko (1993 – )              |                                            |        |    |    |    |    |    |    |     |    |        |
| Sezóna                       | Liga                                       | Úroveň | Z  | V  | R  | P  | VG | OG | +/- | B  | Pozice |
| 1993/94                      | I. B třída Slezské župy – sk. A            | 7      | 26 | 16 | 6  | 4  | 66 | 24 | +42 | 38 | 3.     |
| 1994/95                      | I. A třída Slezské župy – sk. A            | 6      | 26 | 15 | 5  | 6  | 65 | 25 | +40 | 50 | 1.     |
| 1995/96                      | Slezský župní přebor                       | 5      | 30 | 15 | 7  | 8  | 78 | 45 | +33 | 52 | 6.     |
| 1996/97                      | Slezský župní přebor                       | 5      | 30 | 20 | 4  | 6  | 58 | 32 | +26 | 64 | 3.     |
| 1997/98                      | Slezský župní přebor                       | 5      | 30 | 23 | 5  | 2  | 85 | 26 | +59 | 74 | 1.     |
| 1998/99                      | Divize E                                   | 4      | 30 | 12 | 8  | 10 | 46 | 41 | +5  | 44 | 6.     |
| 1999/00                      | Divize E                                   | 4      | 30 | 13 | 10 | 7  | 48 | 32 | +16 | 49 | 5.     |
| 2000/01                      | Divize E                                   | 4      | 30 | 15 | 3  | 12 | 55 | 43 | +12 | 48 | 7.     |
| 2001/02                      | Divize E                                   | 4      | 30 | 9  | 10 | 11 | 32 | 36 | −4  | 37 | 11.    |
| 2002/03                      | Divize E                                   | 4      | 30 | 14 | 6  | 10 | 54 | 36 | +18 | 48 | 4.     |
| 2003/04                      | Divize E                                   | 4      | 30 | 10 | 7  | 13 | 45 | 49 | −4  | 37 | 8.     |
| 2004/05                      | Divize E                                   | 4      | 30 | 16 | 7  | 7  | 44 | 29 | +18 | 55 | 2.     |
| 2005/06                      | Divize E                                   | 4      | 30 | 10 | 9  | 11 | 32 | 34 | −2  | 39 | 11.    |
| 2006/07                      | Divize E                                   | 4      | 30 | 11 | 7  | 12 | 44 | 47 | −3  | 40 | 9.     |
| 2007/08                      | Divize E                                   | 4      | 30 | 13 | 12 | 5  | 45 | 25 | +20 | 51 | 2.     |
| 2008/09                      | Divize E                                   | 4      | 30 | 9  | 8  | 13 | 32 | 43 | −11 | 35 | 11.    |
| 2009/10                      | Divize E                                   | 4      | 30 | 8  | 7  | 15 | 40 | 55 | −15 | 31 | 13.    |
| 2010/11                      | Divize E                                   | 4      | 28 | 9  | 3  | 16 | 31 | 50 | −19 | 30 | 14.    |
| 2011/12                      | Divize E                                   | 4      | 30 | 10 | 7  | 13 | 46 | 52 | −6  | 37 | 9.     |
| 2012/13                      | Divize E                                   | 4      | 30 | 9  | 8  | 13 | 43 | 50 | −7  | 35 | 15.    |
| 2013/14                      | Přebor Moravskoslezského kraje             | 5      | 30 | 14 | 10 | 6  | 55 | 36 | +19 | 52 | 3.     |
| 2014/15                      | Přebor Moravskoslezského kraje             | 5      | 30 | 13 | 3  | 14 | 48 | 44 | +4  | 42 | 9.     |
| 2015/16                      | Přebor Moravskoslezského kraje             | 5      | 30 | 7  | 3  | 20 | 35 | 80 | −45 | 24 | 16.    |
| 2016/17                      | I. A třída Moravskoslezského kraje – sk. A | 6      | 26 | 12 | 4  | 10 | 60 | 44 | +16 | 40 | 6.     |
| 2017/18                      | I. A třída Moravskoslezského kraje – sk. A | 6      | 26 | 12 | 4  | 10 | 53 | 38 | +15 | 40 | 6.     |
| 2018/19                      | I. A třída Moravskoslezského kraje – sk. A | 6      | 24 | 6  | 7  | 11 | 31 | 40 | −9  | 25 | 10.    |
| 2019/20 **                   | I. A třída Moravskoslezského kraje – sk. A | 6      | 13 | 9  | 2  | 2  | 34 | 14 | +20 | 29 | 1.     |
| 2020/21 **                   | I. A třída Moravskoslezského kraje – sk. A | 6      | 8  | 5  | 1  | 2  | 17 | 6  | +11 | 16 | 3.     |
| 2021/22                      | I. A třída Moravskoslezského kraje – sk. A | 6      | 26 | 15 | 7  | 4  | 66 | 31 | +35 | 52 | 4.     |
| 2022/23                      | I. A třída Moravskoslezského kraje – sk. A | 6      | 26 | 19 | 4  | 3  | 78 | 27 | +51 | 61 | 1.     |
| 2023/24                      | Přebor Moravskoslezského kraje             | 5      | 30 | 16 | 5  | 9  | 63 | 51 | +12 | 53 | 4.     |
| 2024/25                      | Přebor Moravskoslezského kraje             | 5      | 28 | 18 | 5  | 5  | 76 | 29 | +7  | 59 | 3.     |

Poznámky :
- 2019/20 a 2020/21: Tyto sezony byly předčasně ukončeny z důvodu pandemie covidu-19 v Česku.